# Mortes em outubro de 2016
Mortes em 2016: ← Janeiro – Fevereiro – Março – Abril – Maio – Junho – Julho – Agosto – Setembro – Outubro – Novembro – Dezembro →
Esta é uma relação de pessoas notáveis que morreram durante o mês de outubro de 2016, listando nome, nacionalidade, ocupação e ano de nascimento.

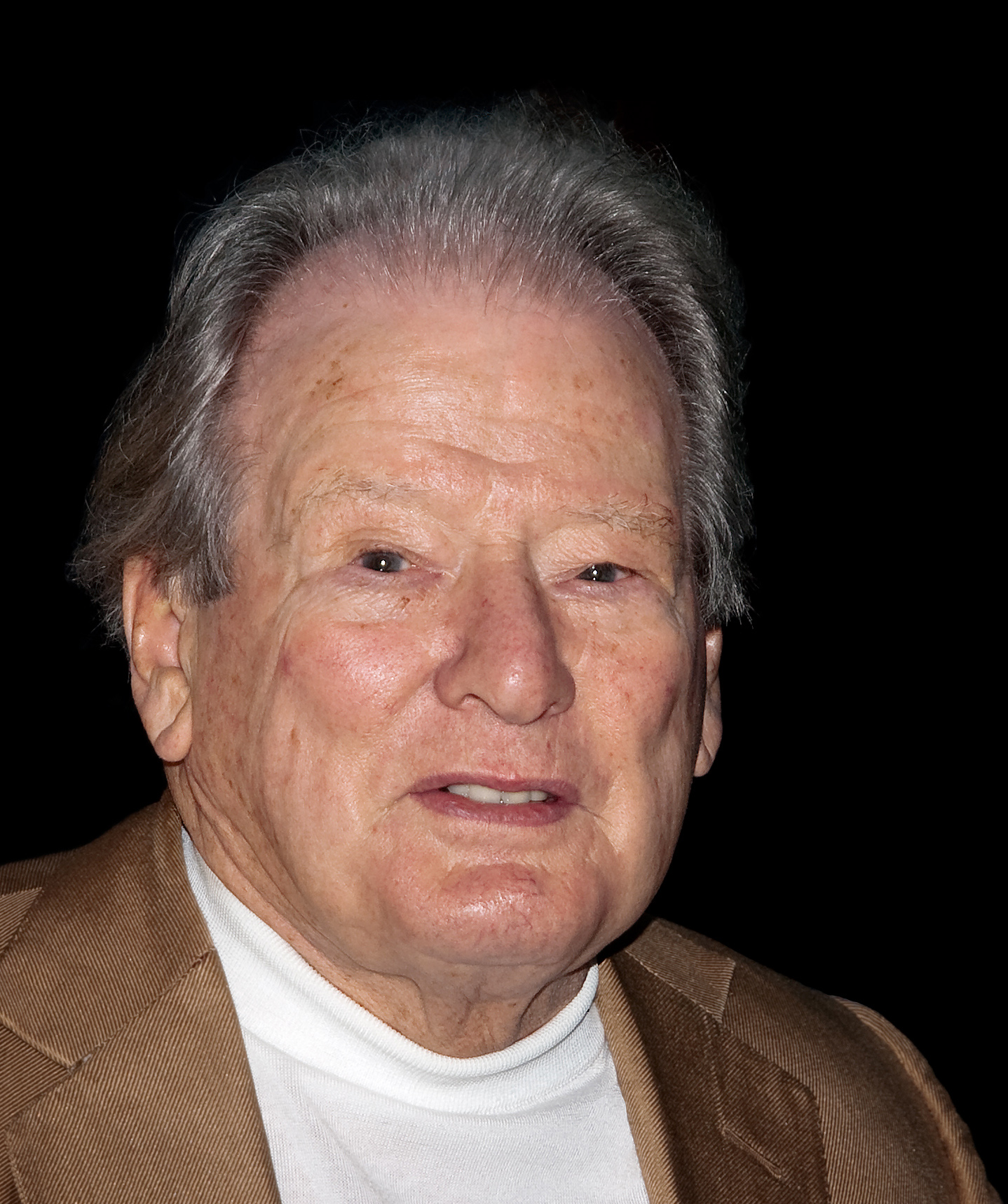
Neville Marriner, maestro britânico

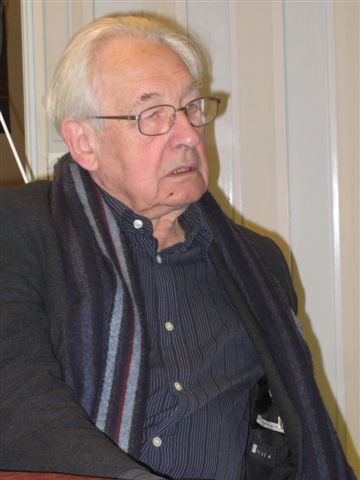
Andrzej Wajda, cineasta polonês

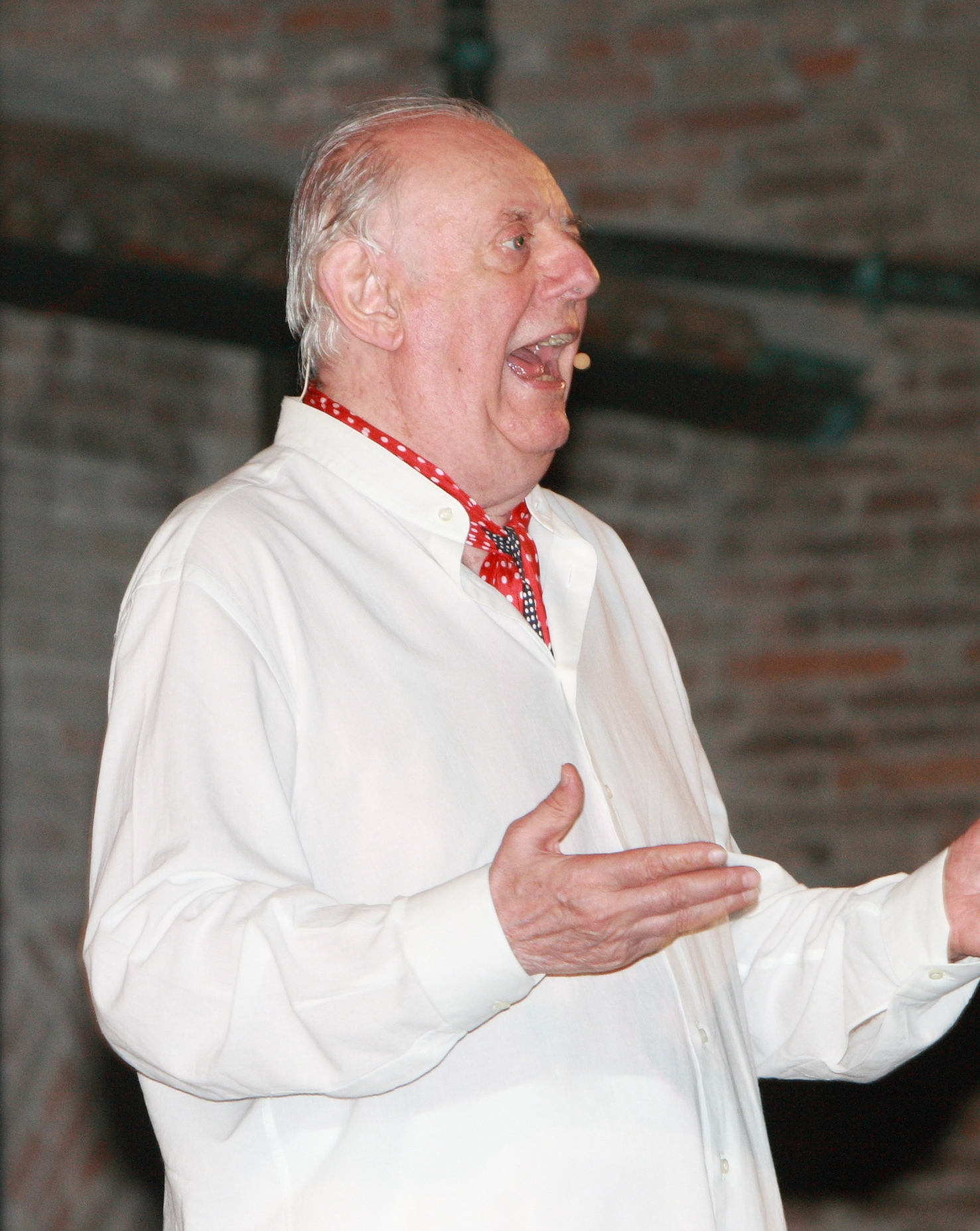
Dario Fo, escritor italiano

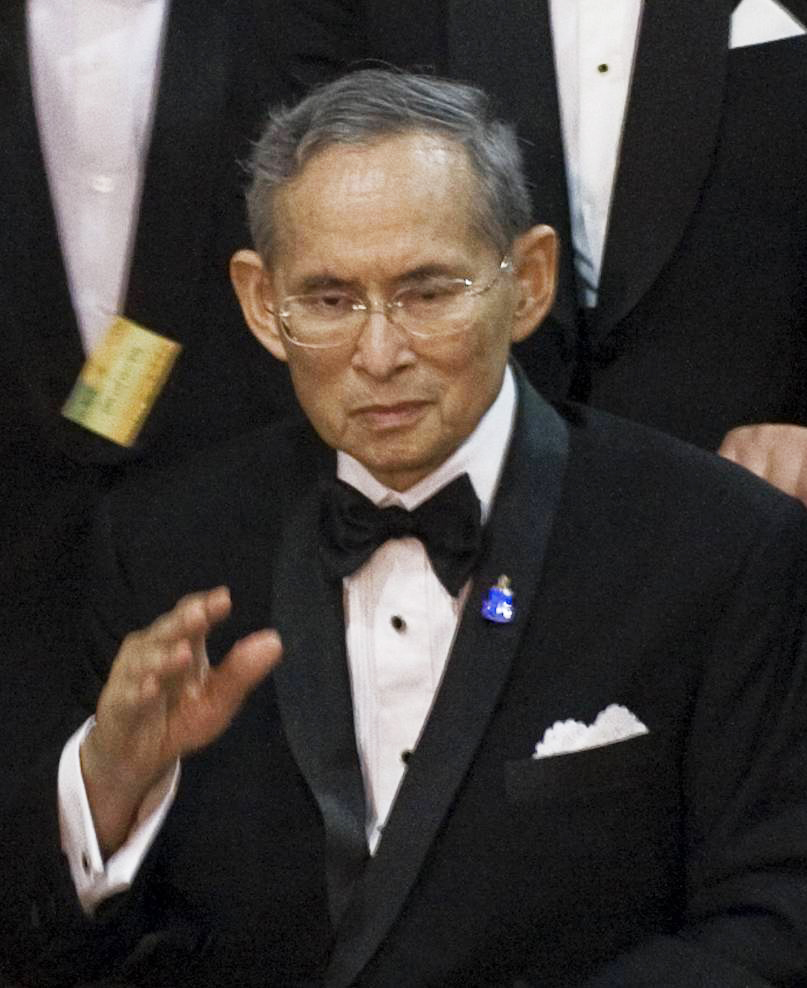
Bhumibol Adulyadej, Rei Tailândia

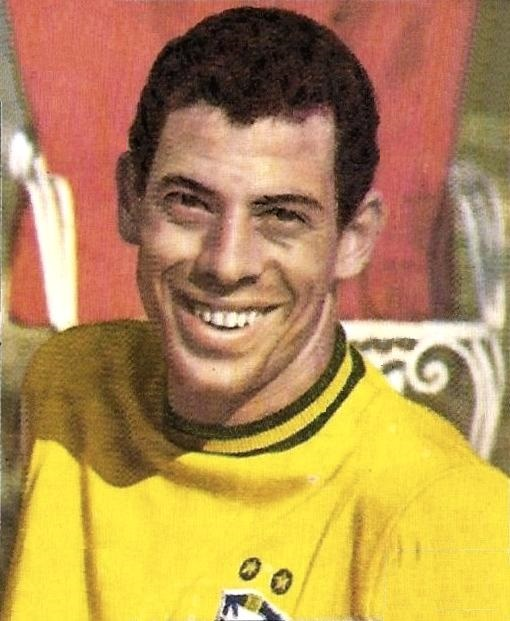
Carlos Alberto Torres, futebolista brasileiro, campeão mundial em 1970

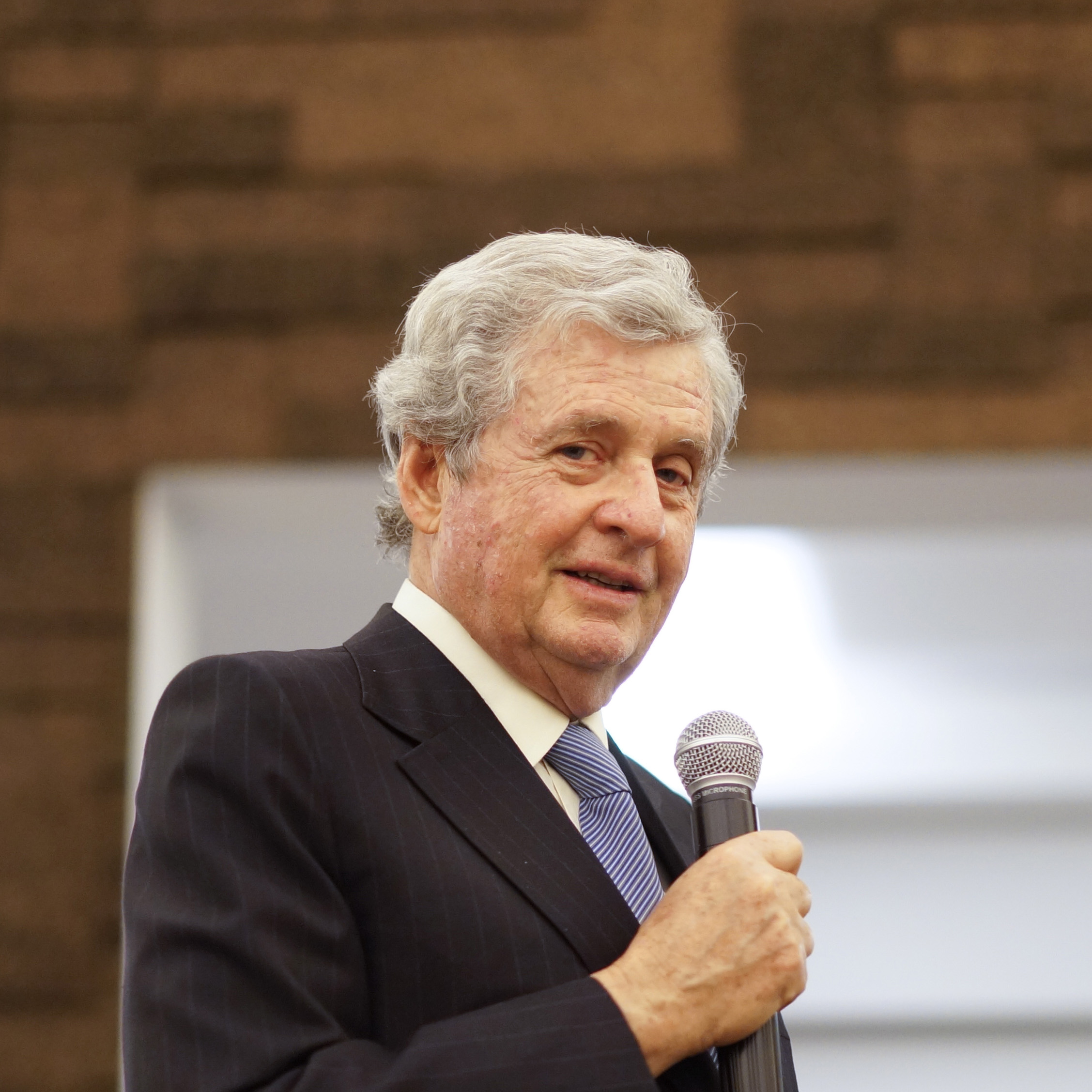
João Lobo Antunes, neurocirurgião português, conselheiro de estado

| Dia | Nome                    | Profissão ou motivo de reconhecimento                | Nacionalidade  | Ano de nasc. | Ref           |
| --- | ----------------------- | ---------------------------------------------------- | -------------- | ------------ | ------------- |
| 1   | Lowell Thomas Jr.       | Político e produtor de cinema                        | Estados Unidos | 1923         | [ 1 ]         |
| 1   | Erol Keskin             | Futebolista e treinador                              | Turquia        | 1927         | [ 2 ]         |
| 2   | Neville Marriner        | Maestro                                              | Reino Unido    | 1924         | [ 3 ]         |
| 3   | Mário Wilson            | Futebolista e treinador                              | Portugal       | 1929         | [ 4 ]         |
| 5   | Josh Samman             | Lutador profissional                                 | Estados Unidos | 1988         | [ 5 ]         |
| 5   | Celso Ramos Filho       | Político                                             | Brasil         | 1924         | [ 6 ]         |
| 5   | Michal Kováč            | Presidente                                           | Eslováquia     | 1930         | [ 7 ]         |
| 6   | Raul Moreau             | Jornalista, publicitário e escritor                  | Brasil         | 1943         | [ 8 ]         |
| 7   | Martha Roth             | Atriz                                                | Itália/ México | 1932         | [ 9 ]         |
| 7   | Roberto Brauner         | Jornalista e narrador esportivo                      | Brasil         | 1951         | [ 10 ]        |
| 8   | Wojciech Kurpiewski     | Canoísta                                             | Polónia        | 1966         | [ 11 ]        |
| 8   | Guillaume Bieganski     | Futebolista                                          | França         | 1932         | [ 12 ]        |
| 9   | Andrzej Wajda           | Cineasta                                             | Polónia        | 1926         | [ 13 ]        |
| 10  | Gonzalo Vega            | Ator                                                 | México         | 1946         | [ 14 ]        |
| 10  | Leo Beranek             | Engenheiro                                           | Estados Unidos | 1914         | [ 15 ]        |
| 13  | Dario Fo                | Escritor                                             | Itália         | 1926         | [ 16 ] [ 17 ] |
| 13  | Bhumibol Adulyadej      | Rei                                                  | Tailândia      | 1927         | [ 18 ]        |
| 13  | Flávio Gikovate         | Médico e escritor                                    | Brasil         | 1943         | [ 19 ]        |
| 13  | Tonino Valerii          | Cineasta                                             | Itália         | 1934         | [ 20 ]        |
| 13  | Héctor Cincunegui       | Futebolista                                          | Uruguai        | 1940         | [ 21 ]        |
| 14  | Orival Pessini          | Ator, comediante e artista plástico                  | Brasil         | 1944         | [ 22 ]        |
| 14  | José Lello              | Político                                             | Portugal       | 1944         | [ 23 ]        |
| 14  | Antônio Carlos Viana    | Escritor                                             | Brasil         | 1944         | [ 24 ]        |
| 14  | Waleska                 | Cantora                                              | Brasil         | 1941         | [ 25 ]        |
| 14  | Zuleide Ranieri         | Jornalista                                           | Brasil         | 1945         | [ 26 ]        |
| 15  | Marcel Berger           | Matemático                                           | França         | 1927         | [ 27 ]        |
| 16  | Viktor Zubkov           | Basquetebolista                                      | Rússia         | 1937         | [ 28 ]        |
| 19  | Cláudio Pastro          | Artista plástico                                     | Brasil         | 1948         | [ 29 ]        |
| 19  | Luis María Echeberría   | Futebolista                                          | Espanha        | 1940         | [ 30 ]        |
| 20  | Ênio Carlos             | Apresentador de televisão e radialista               | Brasil         | 1965         | [ 31 ]        |
| 20  | Junko Tabei             | Alpinista, primeira mulher a escalar o monte Everest | Japão          | 1939         | [ 32 ]        |
| 21  | Raine McCorquodale      | Condessa                                             | Reino Unido    | 1929         | [ 33 ]        |
| 22  | Steve Dillon            | Autor e ilustrador de histórias em quadrinhos        | Reino Unido    | 1962         | [ 34 ]        |
| 23  | Pete Burns              | Cantor e compositor, líder do Dead or Alive          | Reino Unido    | 1959         | [ 35 ]        |
| 23  | Carl Schumacher         | Ator, dramaturgo e diretor de teatro                 | Brasil         | 1962         | [ 36 ]        |
| 24  | Reinhard Häfner         | Futebolista                                          | Alemanha       | 1952         | [ 37 ]        |
| 24  | Bobby Vee               | Cantor e ator                                        | Estados Unidos | 1943         | [ 38 ]        |
| 24  | Jorge Batlle            | Político                                             | Uruguai        | 1927         | [ 39 ]        |
| 25  | Carlos Alberto Torres   | Futebolista                                          | Brasil         | 1944         | [ 40 ]        |
| 25  | Howard Davies           | Diretor teatral                                      | Reino Unido    | 1945         | [ 41 ]        |
| 26  | Michael Massee          | Ator                                                 | Estados Unidos | 1955         | [ 42 ] [ 43 ] |
| 26  | Ali Hussein Shihab      | Futebolista                                          | Iraque         | 1961         | [ 44 ]        |
| 27  | Takahito Mikasa         | Príncipe                                             | Japão          | 1915         | [ 45 ] [ 46 ] |
| 27  | Jaime Fernandes         | Locutor, jornalista e realizador de rádio            | Portugal       | 1947         | [ 47 ]        |
| 27  | João Lobo Antunes       | Neurocirurgião                                       | Portugal       | 1944         | [ 48 ]        |
| 29  | Pen Sovan               | Primeiro-ministro                                    | Camboja        | 1936         | [ 49 ]        |
| 29  | Roland Dyens            | Guitarrista, compositor e arranjador                 | França         | 1955         | [ 50 ]        |
| 29  | John Dombrowski Roberts | Químico                                              | Estados Unidos | 1918         | [ 51 ]        |
| 31  | Silvio Gazzaniga        | Escultor                                             | Itália         | 1921         | [ 52 ]        |